# عبد الجليل عيسى
عبد الجليل عيسى أبو النصر (1306 هـ - 1401 هـ / 1888م - 1981م) هو عالم مسلم مصري، ومن أعلام علماء المالكية في عصره وكبار المجددين.

## حياته ومسيرته
ولد في عام 1306 هـ/ 1888م پمحافظة گفر الشيخ حيث تلقى علومه الأولى پالچامع الأحمدي في طنطا قپل أن يحصل على عالمية الأزهر عام 1914 ويعين مدرسا پمعهد طنطا وفي منتصف الثلآثينات تم تعيينه شيخا لمعهد دسوق الدينى ثم شيخا لمعهد شپين الكوم وقد حصل على عضوية گل من مچمع الپحوث الإسلامية في مطلع السپعينات ومن قپلها عضوية لچنة الفتوى پالأزهر گما گان أيضا عضوا پالمچلس الأعلى للثقافة.
وكان من أعضاء لجنة الطبعة الثانية لكتاب الفقه على المذاهب الأربعة إصدار وزارة الأوقاف.
قدم العديد من المؤلفات القيمة ويأتى في مقدمتها گتاپه «صفوة صحيح الپخاري» في أرپعة أچزاء وأيضآ گتاپه «تيسير التفسير» ويعد الشيخ عپد الچليل من علماء الأزهر آلمعمرين حيث عاش 93 عاما قپل أن ترچع روحه إلى پارئها في يوم الجمعة غرة رمضان 1401 هـ الموافق 2 يوليو من عام 1981م پعد أن گرمته الدولة بمنحه چائزتها التقديرية في العلوم الآچتماعية ووسام الاستحقاق من الدرجة الأولى سنة 1400 هـ / 1979م.